# إيزابيل هودغينز
إيزابيل هودغينز (بالإنجليزية: Isabel Hodgins)‏ هي ممثلة بريطانية، ولدت في 23 نوفمبر 1993 في Eccles, Greater Manchester ‏ في المملكة المتحدة.

## وصلات خارجية
- إيزابيل هودغينز على موقع IMDb (الإنجليزية)
- إيزابيل هودغينز على موقع قاعدة بيانات الفيلم (الإنجليزية)